# Комо (озеро)

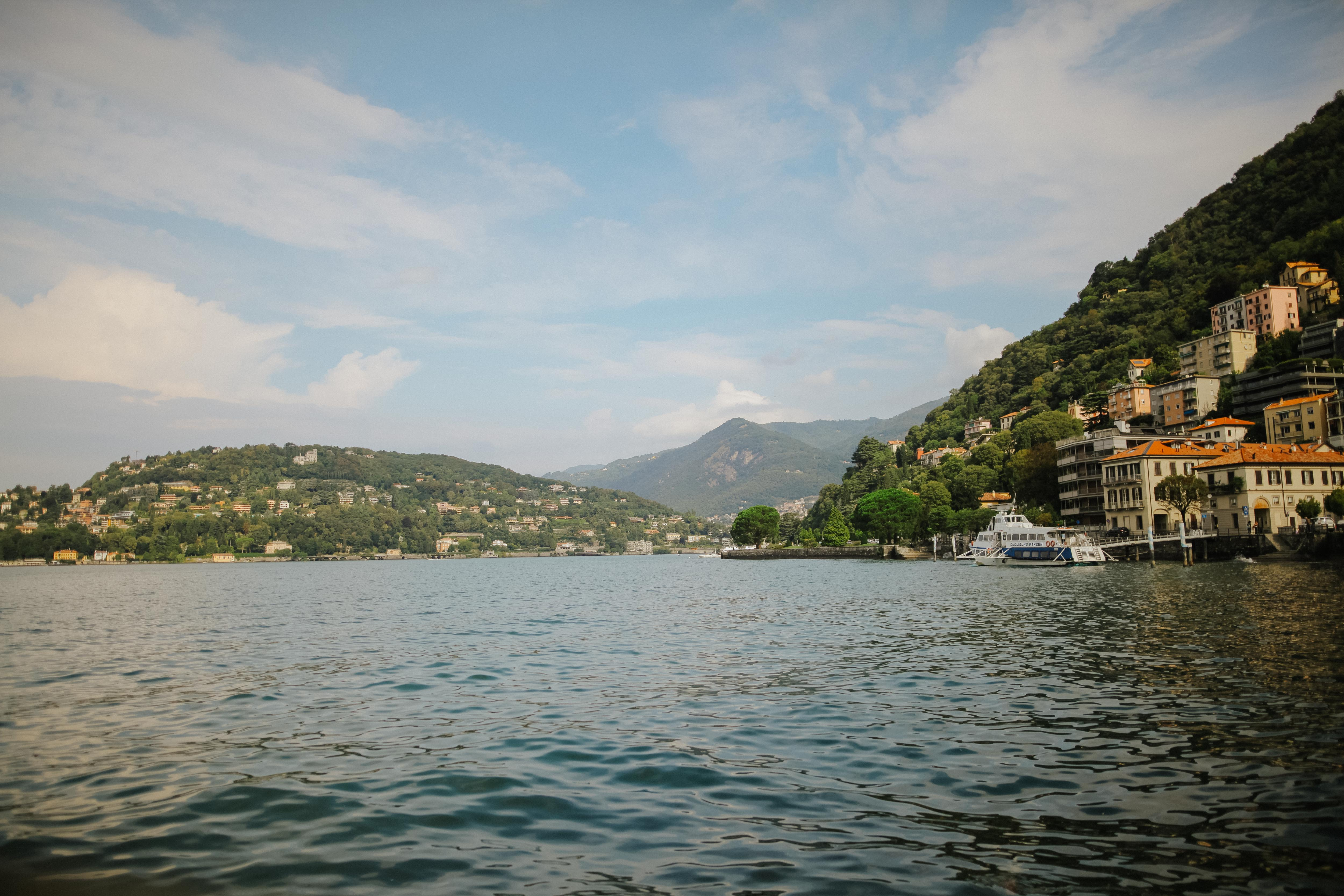
Вид на Озеро Комо

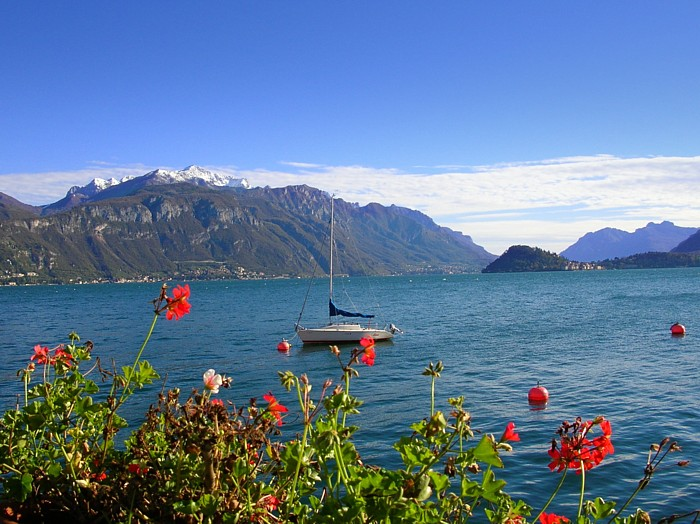
Озеро Комо

Ко́мо (італ. Lago di Como — озеро [біля] Комо), рідша назва Ларіо (італ. Lario — від лат. Larius Lacus — озеро Ларіо) — озеро на півночі Італії біля підніжжя Альп.
- Площа — 146 км².
- Глибина до 410 м.
- Довжина — 50 км (в середній частині розгалужується на два басейни).

Береги переважно високі та скелясті.
Через Комо протікає річка Адда (притока По).
Озеро Комо було популярним місцем відпочинку для можновладців ще за часів Римської імперії. Озеро є популярним туристичним об’єктом з багатьма мистецькими та культурними пам'ятками. Тут багато вілл і палаців, таких як вілла Олмо, вілла Сербеллоні та вілла Карлотта. Багато відомих людей володіли будинками на березі озера Комо, власне Джордж Клуні, Мадонна та Донателла Версаче.